# Чреншовці
Чреншовці (словен. Črenšovci) — поселення в общині Чреншовці, Помурський регіон, Словенія. Висота над рівнем моря: 170,4 м.